# Jamesomyia
Jamesomyia is een geslacht van insecten uit de familie van de Boorvliegen (Tephritidae), die tot de orde tweevleugeligen (Diptera) behoort.

## Soort
- J. geminata (Loew, 1862)